# Rafael Altamira
Pour les articles homonymes, voir Altamira (homonymie).
Rafael Altamira y Crevea (né à Alicante le 10 février 1866 et mort à Mexico le 1er juin 1951) est un historien, pédagogue, juriste, critique littéraire et écrivain espagnol.

## Biographie
C'est en juillet 1882 qu'Altamira quitte Alicante pour Valence où il obtient une licence en droit. À Madrid, son doctorat et son emploi de secrétaire du Musée pédagogique lui fait rejoindre le cercle krausiste de Francisco Giner de los Ríos, Manuel Bartolomé Cossío, Gumersindo de Azcárate et Nicolás Salmerón.
Il écrit alors L'enseignement dans l'histoire, qui sera publié en 1891. Il dirige le journal républicain La Justicia, ainsi que la Revista Crítica de Historia y Literatura Españolas, Portuguesas e Hispanoamericanas.
En 1923, il reçoit le titre de docteur honoris causa de la faculté de lettres de l'Université de Bordeaux, le premier décerné par la faculté et le premier reçu par Altamira.
L’Académie française lui décerne le prix de la langue-française en 1932 pour son ouvrage Histoire d’Espagne.